# Connector textual
Els connectors textuals o marcadors textuals són mots o grups de mots que serveixen per a organitzar i cohesionar el text de manera que la lectura en sigui més fàcil i clara. Hi ha dos tipus de connectors: els que s'usen en l'àmbit de l'oració, és a dir, que fan referència a l'estructura de l'oració, i els que s'usen en l'àmbit del text, és a dir, entre oracions o paràgrafs independents. Tot seguit hi ha una llista de connectors. Tingueu present que aquesta no és una llista tancada, de manera que es pot ampliar amb més connectors que aquí no són recollits. A més a més, tingueu en compte, però, que estan agrupats per les funcions bàsiques i no per si s'usen en l'àmbit de l'oració o del text:

## Per a introduir un tema o per a situar-s'hi
- en referència a
- referent a
- en relació amb
- pel que fa a
- per esguard de
- tocant a
- quant a
- sobre
- respecte a/de
- per a començar

## Per a continuar sobre un mateix tema o per afegir-hi elements
- a més, demés
- oimés
- a/de més a més
- [i] encara / encara més
- i fins i tot
- així mateix
- com també
- així com
- tot seguit
- tot de sobte

## Per a expressar una causa
- a causa de/que; per causa de/que; per-en raó de/que, de resultes de; arran de; com que
- perquè; ja que; atès que; vist que; atès / atesa
- gràcies a/que
- per culpa de
- per aquest motiu
- pel fet que
- per tal com

## Per a expressar una conseqüència
- així; així és que
- així, doncs
- doncs
- per tant
- això fa que
- [com] a conseqüència de
- en conseqüència
- consegüentment; per consegüent
- cosa que; per la qual cosa
- de manera que
- en efecte
- fins al punt que
- per això; és per això que
- per aquest fet
- aleshores/llavors

## Per a expressar una finalitat
- a fi de (+ vb.inf.); a fi que
- perquè (+ vb.inf.)
- per a (+ nom); per (+ vb.inf.)
- per tal de (+ vb.inf.); per tal que
- per (a)mor de (+ vb.inf.); per (a)mor que
- a l'efecte de (+ vb.inf.)
- amb l'objectiu de (+ vb.inf.)/que
- amb la finalitat de (+ vb.inf.)/que
- la finalitat del qual

## Per a expressar una condició o una excepció
- en (el) cas que/de
- fora que; tret de/que
- llevat de/que; posat que
- amb que
- mes que
- sempre que
- si; si de cas; si fa al cas
- si ho cal
- si és necessari
- si fos el cas
- si [molt] convé
- si no és que
- si per cas; si de cas
- si s'escau
- si escau
- havent esguard de
- tenint en compte

## Per a indicar oposició o objecció
- [això] no obstant; no obstant [això]
- però
- emperò
- tanmateix
- nogensmenys
- malgrat [que]; malgrat tot
- així i tot
- al contrari; en contra; per contra
- altrament
- amb tot; amb tot i això; tot i això
- ans [al contrari]
- ara bé
- de fet
- de tota manera/de totes (les) maneres
- en canvi
- encara que; tot i [que]
- si bé
- per bé que
- malgrat que
- a desgrat de-que
- en despit de

## Per a marcar ordre
- d'una banda; de l'altra (d'una altra); d'altra banda
- d'entrada; per començar
- en primer (lloc); primer; primerament
- en segon (lloc); segon; segonament
- a la fi, al final; en acabat; en darrer lloc/terme; per fi
- tot seguit, de seguida

## Per a fer aclariments nous
- això és; ço és
- és a dir
- a saber res; és a saber
- vol dir que

## Per a acabar
- finalment; per acabar
- a tall de cloenda; per a concloure; a manera de conclusió; en conclusió
- així doncs
- al capdavall
- al cap darrer
- comptat i debatut
- comptat i rebatut
- consegüentment; en conseqüència
- en definitiva; d'una manera definitiva
- en suma i en resta
- en darrer terme
- en darrera/davant instància
- en resum; com a resum; resumint; a manera de resum; recapitulant; en síntesi